# Ich will leben (Album)
Ich will leben ist das zehnte Studioalbum von Peter Maffay. Das Album ist dem Deutschrock zuzuordnen.

## Musikalischer Stil
Musikalisch bietet Ich will leben Gitarrenrock aller Schattierungen, wobei zusätzlich zu all den rockigen Klängen einige ruhige Balladen zu hören sind. In textlicher Hinsicht weist das Album ebenfalls eine große Bandbreite auf und bietet z. T. metaphernreiche, mal parolenähnliche Reime, die nicht nur politisch Stellung nehmen, sondern einige gesellschaftliche Problemfelder aufgreifen. Dazu fand wiederum gefühlsbetonte Lyrik Eingang in das Repertoire von Ich will leben.
Maffay sagte: „Eiszeit ist durch die Thematik natürlich ein Lied, das nicht an Gewicht verloren hat, ein Klassiker“. Das Lied handelt von den Gefahren des Kalten Krieges.

## Coverartwork
Das Foto wurde von Klaus Thumser erstellt.

## Titelliste
Die Lieder wurden von Peter Maffay (1 – 14); Bernd Meinunger (1 – 4, 6 – 12, 14); Michael Kunze (1 – 4, 7, 9, 11, 12); Thomas Neumühl (1, 2, 5); Johnny Tame (2, 8); Frank Diez (2, 8); Jean-Jacques Kravetz (4 – 7, 11, 13); Ulf Krüger (5); Dhana Moray (6, 13); Claudia Nay (6, 13); Michael Marian (6, 13); Hannes Wader (8); Volker Lechtenbrink (10); Christian Heilburg (10, 12); Udo Lindenberg (14); Hendrik Schaper (14) komponiert.
1. Ich will leben – 3:18
2. Jeder gegen jeden – 3:03
3. Ich hab's nicht gewollt  – 4:17
4. Wer wirft den ersten Stein – 3:18
5. Ihr nicht  – 3:28
6. Eiszeit – 4:40
7. Ich will Dich – 4:20
8. Nur für einen Tag – 3:18
9. Die wilden Jahre – 3:42
10. Dafür – 3:14
11. Hinter der Tür – 3:58
12. Lieber Gott – 4:08
13. Ice Age – 4:44 [Englische Version von „Eiszeit“] [Bonustrack 2006er Audiothek-Ausgabe]
14. Sie brauchen keinen Führer mehr  – 5:57 [Bonustrack 2006er Audiothek-Ausgabe]
15. Ich will leben Audiothek-Interview  – 17:43  [Bonustrack 2006er Audiothek-Ausgabe]

## Erfolg
Das Album erreichte sofort die Charts (Deutschland Platz 1) und hielt sich 37 Wochen. Ein paar Tage später gab es eine Platin-Schallplatte für 500.000 verkaufte Exemplare. Als Single wurde der Song Lieber Gott (Deutschland Platz 6; Schweiz Platz 3) und Eiszeit (Deutschland Platz 31) ausgekoppelt.